# José Marello
Giuseppe Stefano Chiaffredo Marello (ou São José Marello) (Turim, 26 de dezembro de 1844 — Savona, 30 de maio de 1895) foi um prelado italiano e santo da Igreja Católica Romana.

## Biografia
Giuseppe Marello passou a infância em San Martino Alfieri, perto de Asti. Ingressou no seminário de Asti, onde foi ordenado diácono, em 6 de junho de 1868, recebendo a ordenação sacerdotal em 19 de setembro seguinte.
Marello viveu o seu ministério sacerdotal na Diocese de Asti, inicialmente como secretário do bispo, depois cuidando das atividades da Cúria. Em 14 de março de 1878 fundou a Congregação dos Oblatos de São José; aos seus Oblatos, sacerdotes e irmãos, confiou de modo particular a difusão do culto de São José, a formação dos jovens e a ajuda ministerial às Igrejas locais.
Durante o Concílio Vaticano I, o Cardeal Gioacchino Pecci teve a oportunidade de apreciar os talentos e as virtudes do jovem padre Giuseppe Marello, que acompanhou o seu bispo como secretário. Eleito Papa com o nome de Leão XIII, o próprio Pecci o nomeou bispo de Acqui, em 11 de fevereiro de 1889.
Recebeu a ordenação episcopal em 17 de fevereiro de 1889, na Igreja da Imaculada Conceição, em Roma, pelo Cardeal Raffaele Monaco La Valletta; os principais co-consagradores foram Rocco Cocchia, OFM Cap., Arcebispo de Chieti, e Ignazio Camillo Guglielmo Maria Pietro Persico, OFM Cap., Arcebispo Titular de Tamiathis.
Faleceu em Savona, para onde tinha se deslocado, apesar das precárias condições de saúde, para participar nas manifestações do terceiro centenário da morte de São Filipe Neri.
Como a fama da sua santidade persistiu após a sua morte, foram iniciados processos de canonização. Em 28 de maio de 1948 foi introduzida a Causa de Beatificação e em 12 de junho de 1978, na presença do Papa Paulo VI, foi lido o decreto sobre a heroicidade das virtudes. João Paulo II proclamou-o beato, em Asti  no dia 26 de setembro de 1993.
Com decreto solene de 18 de dezembro de 2000, João Paulo II reconheceu um milagre do Beato Giuseppe Marello; assim, em 13 de março de 2001, durante o consistório público ordinário para a canonização de alguns Beatos, João Paulo II pronunciou solenemente a data de sua canonização para 25 de novembro de 2001.